# ノース・ハンティンドン郡区 (ペンシルベニア州ウェストモアランド郡)
ノース・ハンティンドン（英: North Huntingdon）は、アメリカ合衆国ペンシルベニア州西部のウェストモアランド郡のタウンシップ（郡区）である。ピッツバーグ大都市圏に属している。2010年の国勢調査での人口は30,609人だった。ウェストモアランド郡では人口で第2位の自治体である。

## 歴史
ノース・ハンティンドンは、イングランドのハンティンドン伯爵にちなんで名付けられ、「ハンティンドン・タウンシップ」として1772年4月6日に設立された。
ハンティンドンの境界はブラッシュ・ランがブラッシュ・クリークに注ぐ地点に始まっている。面積約26平方マイル (67 km2) あり、全長で約125マイル (200 km) の道路を維持している。これらの道路を一つながりのものにすれば、オハイオ州クリーブランドに達することになる。境界線はバイアリーズ・パスからブラドック道路を辿り、マウントプレザント・ボロ、タイロン・ボロ、ピット・タウンシップとの境界を作っている。ハンティンドン・タウンシップが後にノース・ハンティンドン、イーストハンティンドン、サウスハンティンドンおよびセウィックリーに分割された。これと同じころ、ノース・ハンティンドンが入っているウェストモアランド郡がフェアフィールド、ドンガル、マウントプレザント、ヘンプフィールド、ピット、タイロン、スプリングヒル、メナレン、ロストラバー、アームストロングの各ボロやタウンシップで構成されるようになった。
ヨーロッパ人がこの地域に入って来る以前、多くのインディアン部族が住んでいた。アリゲウィ族インディアンが最初の部族と考えられている。その後はショーニー族、セネカ族、コーンプランター族、レニ・レナペ族とも呼ばれるデラウェア族が住んだ。最初の白人が現れたのは1662年になってからだった。
現在のニューヨーク州オールバニから来たアーノルド・ビールがこの領域に入った最初の白人だった。ビールは他の町にも近いところにインディアンとの交易拠点を築こうと思った。そのために、ショーニー族にポトマック川やサスケハナ川の近くに移動するよう説得した。ビールの後でこの地域に入って来たのはジェイムズ・レトート、アンドリュー・モントゥアー、コンラッド・ワイザー、ジョージ・クローガンなどだった。
この地域にヨーロッパの様々な集団が入った。その中でもドイツ系とスコットランド・アイルランド系が多かった。1670年代後半、ノース・ハンティンドン・タウンシップの東端と西端の双方から入植された。その地区は分割されたが、現在はアーウィンと呼ばれている。ドイツ人は東に入り、スコットランド・アイルランド人は西に入った。ドイツ人の開拓地ではルーテル教会が学校を運営し、特にドイツ語を教えた。スコットランド・アイルランド系の開拓地では長老派教会が指導した。この集団は、サークルビル、カビッツ・ミルズ、ロビンズ・ステーションに入った者が多かった。
開拓者達はその子供たちに新しい家屋で教育を行いたいと考えた。農夫達が土地を寄付したので、家屋から遠くない所に子供たちの学校を建てることができた。この学校は丸太造りであり、下見板張りの屋根だった。1782年に設立されたバーチ・スプリング学校が町で最初の学校だった。最初の教師の名からマスター・ジャックの学校とも呼ばれた。教師は職を得るために多くの必要事項を満たす必要はなかった。試験に通り、読み、書き、算数に基本的な知識があればよかった。羽ペンを修繕し、樺の枝むちを巧みに使う方法を知っておく必要もあった。次にフェアビューという学校が1816年に建てられた。この学校はタウンシップの東端で使われ、マスター・ジャックの学校は西端で使われた。今日ノーウィン中学校がそこにある。
開拓者達が建てたのは学校だけではなかった。その家屋も建てた。家屋は約10フィート (3m) の高さがあり、部屋が1つ、窓が1つだけだった。寒い冬のために保温材として泥を使う必要があった。椅子を丸太から作り、ベッドは干し藁が詰められた。屋根には煙突の代わりになる穴があり、調理の煙を外に出した。
ドイツ人とスコットランド・アイルランド人が入植してから約1世紀後の1860年、タウンシップの人口は3,000人と記録された。1980年に行われた国勢調査に拠れば、人口31,517人と、ウェストモアランド郡で2番目に多い自治体となっていた。しかし、2000年の国勢調査による人口は29,123人と減少した。
フラートン・インとアンドリューとジェニー・マクファーレンの邸宅がアメリカ合衆国国家歴史登録財に指定されている。

## 地理
アメリカ合衆国国勢調査局に拠れば、領域全面積は27.4平方マイル (70.9 km2)であり、このうち陸地27.3平方マイル (70.8 km2)、水域0.04平方マイル(0.1 km2)であり、水域率は0.15%である。
町内をペンシルベニア・ターンパイク（州間高速道路76号線）とリンカーン・ハイウェイ（アメリカ国道30号線）が横切っている。町の南西隅はユーギオゲーニー川が約1.5 km 流れている。

## 人口動態
以下は2000年の国勢調査による人口統計データである。
| 基礎データ - 人口: 29,123 人 - 世帯数: 11,216 世帯 - 家族数: 8,625 家族 - 人口密度: 411.4人/km2（1,065.7 人/mi2） - 住居数: 11,578 軒 - 住居密度: 163.6軒/km2（423.7 軒/mi2） 人種別人口構成 - 白人: 98.82% - アフリカン・アメリカン: 0.32% - ネイティブ・アメリカン: 0.04% - アジア人: 0.39% - 太平洋諸島系: 0.02% - その他の人種: 0.05% - 混血: 0.36% - ヒスパニック・ラテン系: 0.41% | 年齢別人口構成 - 18歳未満: 21.8% - 18-24歳: 6.0% - 25-44歳: 27.6% - 45-64歳: 26.8% - 65歳以上: 17.7% - 年齢の中央値: 42歳 - 性比（女性100人あたり男性の人口） - 総人口: 93.7 - 18歳以上: 91.1 世帯と家族（対世帯数） - 18歳未満の子供がいる: 29.7% - 結婚・同居している夫婦: 66.3% - 未婚・離婚・死別女性が世帯主: 8.0% - 非家族世帯: 23.1% - 単身世帯: 20.8% - 65歳以上の老人1人暮らし: 10.1% - 平均構成人数 - 世帯: 2.56人 - 家族: 2.96人 | 収入と家計 - 収入の中央値 - 世帯: 45,376米ドル - 家族: 51,933米ドル - 性別 - 男性: 39,693米ドル - 女性: 26,285米ドル - 人口1人あたり収入: 20,786米ドル - 貧困線以下 - 対人口: 5.5% - 対家族数: 4.4% - 18歳未満: 6.8% - 65歳以上: 5.9% |